# Друга лига Белгије у фудбалу
Друга лига Белгије, позната као Белгијска прва дивизија Б и као Проксимус лига из спонзорских разлога, друга је најјача професионална фудбалска лига у Белгији после Прве лиге Белгије. Основана је у новом облику 2016. године и у њој се такмичи 8 тимова.

## Систем такмичења

### од 2020. године
Осам тимова у лиги играју међусобно свако са сваким четири пута у сезони, две утакмице код куће и две у гостима. На крају сезоне, првопласирани тим проглашава се победником Друге лиге Белгије и стиче право такмичења у Првој лиги Белгије у наредној сезони. Другопласирани тим Друге лиге Белгије игра плејоф двомеч са петнаестопласираним тимом Прве лиге Белгије за право наступа у највишем рангу такмичења. Тим који сезону заврши на последњем месту Друге лиге Белгије испада у Трећу лигу Белгије.